# Aerodramus
Aerodramus là một chi chim trong họ Apodidae.

## Các loài
- Aerodramus bartschi
- Aerodramus brevirostris
- Aerodramus ceramensis
- Aerodramus elaphrus
- Aerodramus francicus
- Aerodramus fuciphagus
  - Aerodramus (fuciphagus) vestitus
- Aerodramus germani
- Aerodramus hirundinaceus
- Aerodramus infuscatus
- Aerodramus inquietus
- Aerodramus leucophaeus
- Aerodramus manuoi
- Aerodramus maximus
- Aerodramus mearnsi
- Aerodramus nuditarsus
- Aerodramus ocistus
- Aerodramus orientalis
- Aerodramus palawanensis
- Aerodramus papuensis
- Aerodramus pelewensis
- Aerodramus rogersi (đôi khi được xếp chung vào A. brevirostris)
- Aerodramus salangana (đôi khi được xếp chung vào A. vanikorensis)
- Aerodramus sawtelli
- Aerodramus sororum
- Aerodramus spodiopygius
- Aerodramus terraereginae
- Aerodramus unicolor
- Aerodramus vanikorensis
  - Aerodramus vanikorensis amelis
- Aerodramus vulcanorum (đôi khi được xếp chung vào A. brevirostris)
- Aerodramus whiteheadi

## Hình ảnh

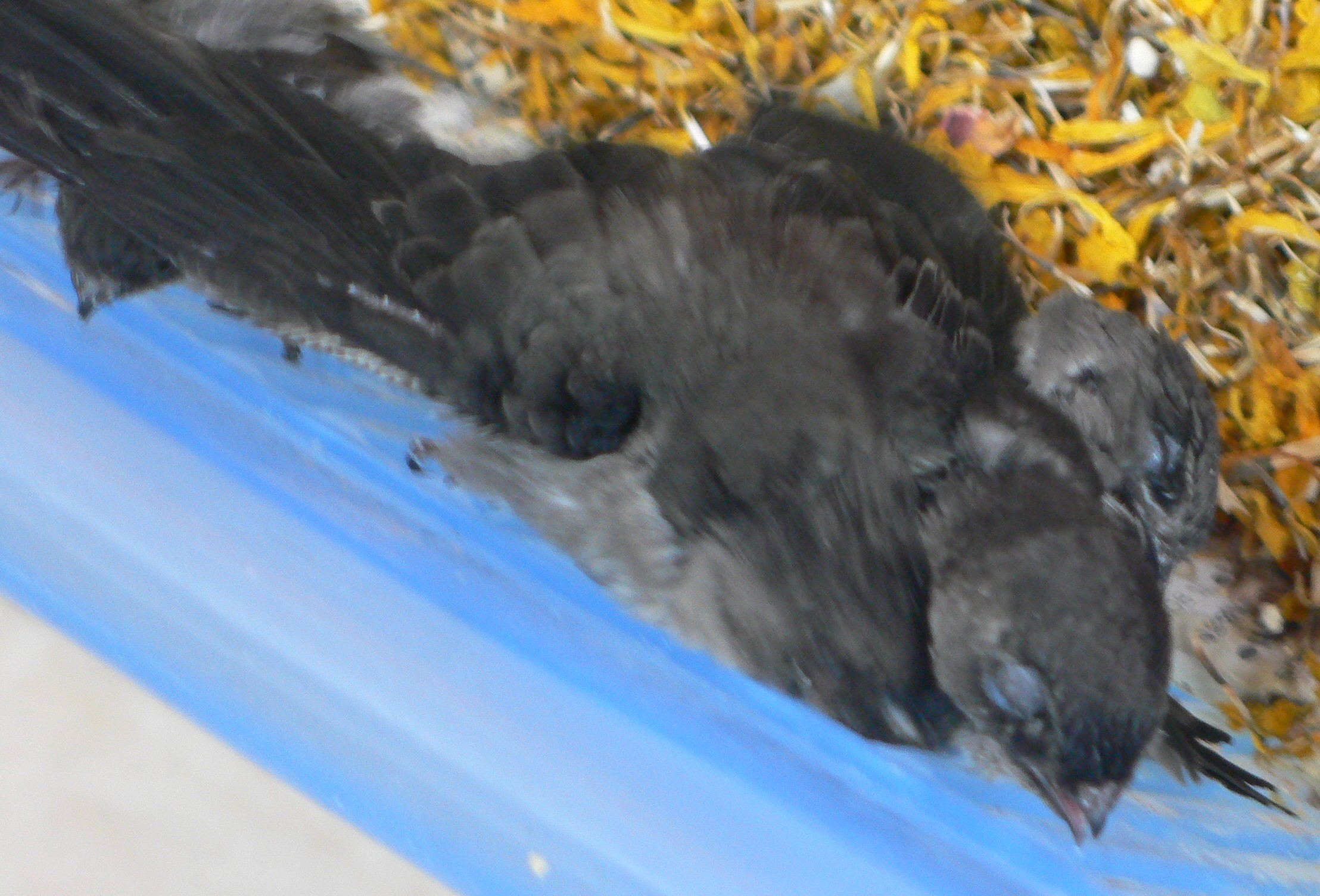
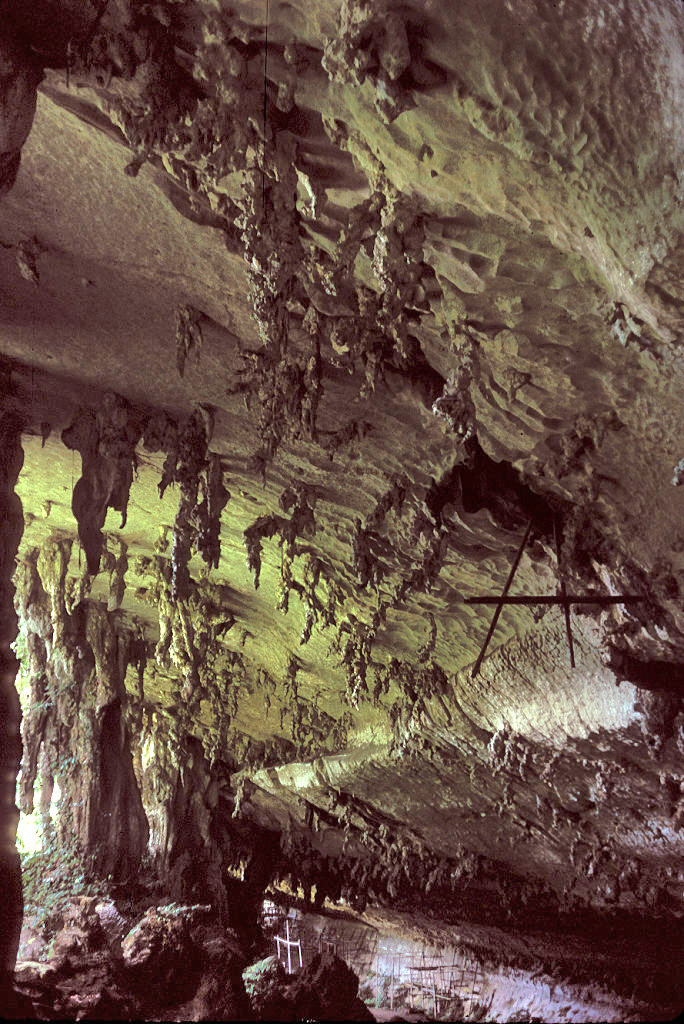
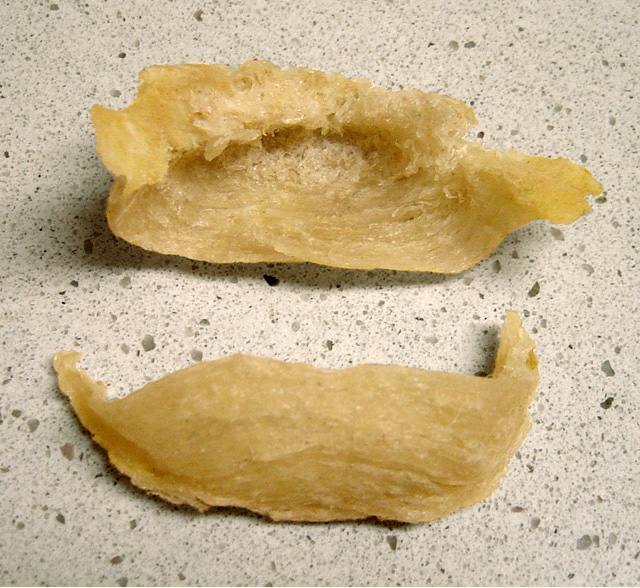
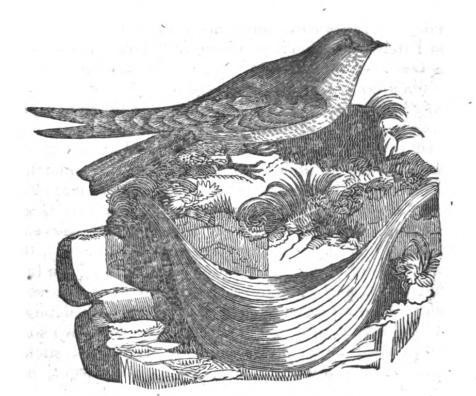
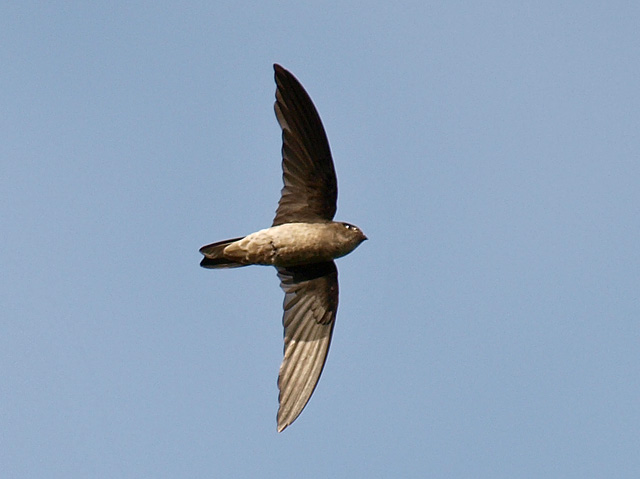